# Гаплогруппа T1 (мтДНК)
Гаплогруппа T1 — гаплогруппа митохондриальной ДНК человека.

## Описание
Гаплогруппа T1, как и другие гаплогруппы, образовалась в результате мутаций, которые происходили в митохондриальной ДНК предков современных людей. Предполагается, что гаплогруппа T1 возникла в Европе примерно 15-20 тысяч лет назад, во время последнего ледникового периода. В настоящее время её представители встречаются в разных частях Европы, особенно в Северной и Центральной Европе, а также в некоторых регионах Ближнего Востока.

## Субклады
- T1[1]
  - T1a
    - T1a-a
    - T1a5
    - T1a6
    - T1a7
    - T1a8
    - T1a9
    - T1a10

  - T1b
    - T1b1
    - T1b2
    - T1b3
    - T1b4

## Палеогенетика
- Идентификатор __ археология (могильник) __ География (регион, страна) __ Дата (BCE, BP, лаб.код) __ Пол (муж/жен) __ Гаплогруппы (Y-ДНК # мтДНК).

### Халколит
Доисторический Левант
- I1184 | CHPKL1100-020 __ Peqi’in cave __ Пкиин, Северный округ (Израиль) __ 4500–3900 BCE __ Ж __ T1.[2]

Древний Ближний Восток
- ART027 | S216 Temp4 __ Арслантепе __ Батталгази, Малатья (ил), Турция __ 3365-3108 calBCE (4546±25 BP, MAMS-33550) __ М __ G2a2b1b1b~ # T1.[3]

### Бронзовый век
Культура боевых топоров
- pcw110 __ Szczytna (site 6, grave 84) __ Ярославский повет, Подкарпатское воеводство, Польша __ 2500–2200 BCE (4300±87 BP) __ М __ R1b1a1a2 # T1.[4]

Сапаллинская культура
- I4157 | UZ-BST-005 __ Bustan (site 7, grave 60, 56-63) __ Шерабадский район, Сурхандарьинская область, Узбекистан __ 1600–1300 BCE (3400 BP) __ М __ J2b2a2~ # T1.[5]

### Железный век
Урарту
- I13949 | 1824; 106 __ Лори Берд (могильник) __ Лорийская область, Армения __ 773-544 calBCE (2500±20 BP, PSUAMS-7883) __ М __ J1 (J-Z1828) # T1.
- I18236 | 3144; 1 __ Harjis cemetery __ Татев (община), Сюникская область, Армения __ 680–550 BCE (2565±38 BP) __ Ж __ T1.

### Античность
Римская империя
- SFI-33 | ERS4542982 __ Beirut SFI-1106 (T18) __ Бейрут (мухафаза), Ливан __ 31-235 calCE (1896±37 BP, UBA-41186) __ Ж __ T1 > T1-a1.[7]

## Публикации
2018
- Harney É, May H, Shalem D, et al. (August 2018). Ancient DNA from Chalcolithic Israel reveals the role of population mixture in cultural transformation. Nature Communications. 9 (1): 3336. doi:10.1038/s41467-018-05649-9. PMC 6102297. PMID 30127404.

2019
- Narasimhan VM, Patterson N, Moorjani P, et al. (September 2019). The formation of human populations in South and Central Asia. Science. 365 (6457): eaat7487. doi:10.1126/science.aat7487. PMC 6822619. PMID 31488661.

2020
- Linderholm A, Kılınç GM, Szczepanek A, et al. (April 2020). Corded Ware cultural complexity uncovered using genomic and isotopic analysis from south-eastern Poland. Scientific Reports. 10 (1): 6885. doi:10.1038/s41598-020-63138-w. PMC 7165176. PMID 32303690.
- Skourtanioti E, Erdal YS, Frangipane M, et al. (May 2020). Genomic History of Neolithic to Bronze Age Anatolia, Northern Levant, and Southern Caucasus. Cell. 181 (5): 1158-1175.e28. doi:10.1016/j.cell.2020.04.044. PMID 32470401.
- Haber M, Nassar J, Almarri MA, et al. (July 2020). A Genetic History of the Near East from an aDNA Time Course Sampling Eight Points in the Past 4,000 Years. American Journal of Human Genetics. 107 (1): 149–157. doi:10.1016/j.ajhg.2020.05.008. PMC 7332655. PMID 32470374.

2022
- Lazaridis I, Alpaslan-Roodenberg S, Acar A, et al. (August 2022). The genetic history of the Southern Arc: A bridge between West Asia and Europe. Science. 377 (6609): eabm4247. doi:10.1126/science.abm4247. PMC 10064553. PMID 36007055.